# Panyoczki Péter
Peter Panyoczki (Budapest, 1953. október 30.–) magyar, svájci, új-zélandi képzőművész, aki jelenleg az új-zélandi Kaiwaka településen él. Panyoczkinak voltak és/vagy jelenleg is vannak kiállításai Magyarországon, Svájcban, az Amerikai Egyesült Államokban, Németországban, Olaszországban, Franciaországban és Japánban.Man on Fire. Metro Magazine NZ, 2019. február 19. (Hozzáférés: 2019. október 5.)

## Élete
A hároméves Panyoczki a szüleivel együtt Svájcba menekült az 1956-os forradalom után. 1969-től 1974-ig a Kollegium Gymnasium Schwyz diákja, amely után a Zürichi Egyetemen tanult német nyelvet és irodalmat, művészettörténetet és angol irodalmat. Diplomáját 1980-ban kapta meg. Egy évvel korábban kezdett asszisztensként dolgozni az amerikai Purdue Egyetemen (Lafayette, Indiana). Az ott eltöltött két év alatt megírt és rendezett egy filmet, amely Samuel Beckett Első szerelem (First Love) című elbeszélését dolgozta fel. 1982 és 1986 között különböző tanulmányokat folytatott Rotterdamban, Firenzéban és Bécsben. Közben nyelvet és művészetet is tanított. 1990-ben egy elkezdett egy projektet Barcelonában A "Hannibal" nevű projekt egy meditatív utazás volt, amely során a vanitász után kutatott Észak-Afrikában. Utazásai során alkotta meg Hannibal című poétikus videóját.
1992-ben Panyoczki első alkalommal látogatott Új-Zélandra, ahol egy évvel később megvalósította a Babylon-Project első részét, amely egy interaktív művészi dialógus volt Kalmár János Munkácsy-díjas magyar szobrász- és éremművész valamint Joerg Spamer, német képzőművész között. A kiállítás a budapesti Goethe Intézetben volt látható. 1995-ben Panyoczki Új-Zélandra költözött és rezidensi státuszt kapott. Ebben az évben született fia, János. 1999-ben Új-Zélandon indítja el a Kaipara alapítványt (Kaipara Foundation), amelynek célja az volt, hogy létrehozzanak egy pódiumot, amelyen keresztül új-zélandi és külföldi művészek, tudósok, zenészek, stb. találkozhatnak és tartózkodhatnak, dolgozhatnak és ötleteket cserélhetnek szemináriumok és szimpóziumokon keresztül. Az alapítvány jogutódja 2014 óta a Wallace művészalapítvány (Wallace Arts Foundation). A Wallace művészalapítvány szervezi Új-Zéland legnagyobb és legtovább életben maradt művészeti díját a Wallace Művészeti Díjat (Wallace Art Awards). Panyoczki 2014-ben az öttagú zsűri között szerepel.
Panyoczki jelenleg két kontinensen él egyszerre, és folyamatos utazgatásai közben a művészi munkáját is áthatja a jelenlétének hiányában megbúvó „foltos” jelenlét. Az 1980-as évek generációjához tartozó művész, aki egyenesen elutasította a konceptuális művészetet, ugyanakkor nem tért vissza mégsem egyenesen a figuratív művészethez, inkább a művészet érdekelte, mint közvetítő közeg. A művei kifejezik a kommunikáció paradoxonát, amely képtelen a saját magáról nyújtott információ alapján megnyilvánulni. Bátran marad távol a moralitástól, közben mégsem kerüli a feszültséget, amelyet az önirónia és a társadalmi célzatú kulturális kritika kelt.

## Magánélete
Panyoczki felesége, Tatjana, ékszerművész. A házasságukból született egy fiú, János. Jelenleg az új-zélandi Kaiwaka településen élnek.

## Bibliográfia
- Monographie (1996)[11]
- Distance and Proximity (2004)[12]
- Surface and Beneath (2016)[13]